# Schöffel
Pour les articles homonymes, voir Schöffel.
 (février 2020).
Si vous disposez d'ouvrages ou d'articles de référence ou si vous connaissez des sites web de qualité traitant du thème abordé ici, merci de compléter l'article en donnant les références utiles à sa vérifiabilité et en les liant à la section « Notes et références ».
Schöffel est une marque allemande de vêtements et d'équipements de sport de glisse et de montagne fondée en 1804.
Elle conçoit et fabrique des produits techniques adaptés aux pratiques du ski, snowboard, montagne, raid nature, et en général aux sports de pleine nature

## Historique
La société Schöffel Sportbekleidung GmbH est créée en 1804 en Bavière, à Schwabmünchen par Georg Schöffel. Il débute comme commerçant ambulant dans la chaussette, les bas et chemises de nuit. Plus tard il s'établit à Schwabmünchen, et se consacre au commerce du textile.
En 1950, la société ouvre une boutique de vêtement. En 1961, débute la fabrication de pantalons pour hommes et enfants. À partir de 1967 la société se spécialise sur les vêtements de sport.
En 1975, Schöffel devient un des leaders dans les vêtements de randonnées. L'entreprise s'est fait un nom à partir de 1983 grâce au développement innovant des produits Gore-Tex et est l'une des rares grandes entreprises de vêtements en Allemagne à avoir ses propres ateliers de couture. Les collections de la conception à la production en série sont développées au siège. Schöffel Sportswear est une filiale à part entière de Schöffel GmbH & Co. KG, la société mère du groupe de sociétés Schöffel.
En 2003, Schöffel s'allie avec la marque Lowa, un fabricant de chaussures de marche et de ski, pour créer une coentreprise Schöffel-Lowa Sportartikel GmbH & Co. KG présent avec une trentaine de magasins franchisés en Allemagne, Suisse et Italie.

## Sponsoring

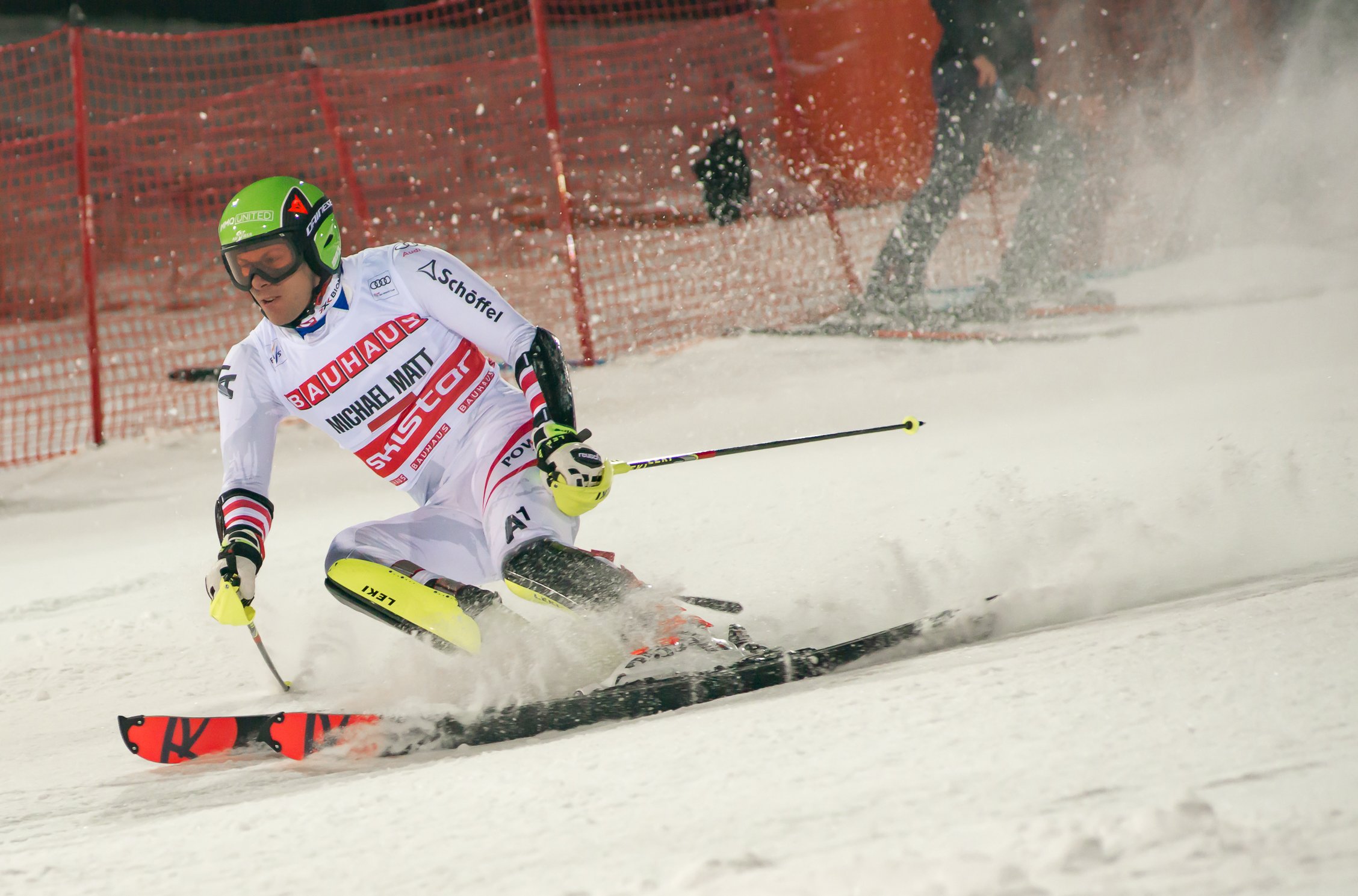
Schöffel sponsor de l'équipe d'Autriche

Depuis 2009, Schöffel fournit les équipements pour les équipes de la fédération autrichienne de ski et est également partenaire officiel du comité olympique autrichien.
La société sponsorise également les alpinistes Gerlinde Kaltenbrunner et Ralf Dujmovits (en).